# میگوی گیلاسی
میگوی گیلاسی (نام علمی: Neocaridina heteropoda) یا میگوی رد چری(Red Chery) نام یک گونه از فروراسته میگوهای اصلی است.
خاستگاه این میگوی آب شیرین کشور تایوان است که معمولاً در آکواریوم نگهداری می‌شود. رنگ طبیعی این میگو قهوه‌ای متمایل به سبز است. رد چری دارای طیف گسترده‌ای از رنگ‌ها مانند قرمز، زرد، نارنجی، سبز، آبی، بنفش، سیاه و سفید است، با این حال، قرمز بیشترین محبوبیت و فروش را دارد. تراکم رنگ میگوی بالغ به شرایط پرورش آن بستگی دارد و رنگ قیمت فروش و «کیفیت» آنها (درجه‌بندی) را تعیین می‌کند. این «کیفیت» صرفاً زیبایی شناختی است، زیرا اندازه، رفتار و سایر خصوصیات حیوان در انواع مختلف کم و بیش برابر است. میگوی بالغ تا حدود ۴ سانتیمتر (۱٫۶ اینچ) رشد می‌کند. آب تمیز، با pH بین ۶٫۵–۸ و درجه حرارت ۱۴–۲۹ درجه شرایط راحت و ایده‌آلی برای این میگو می‌باشد. میگوهای رد چری یا همان N. davidi همه چیز خوار هستند و ممکن است ۱–۲ سال عمر کنند. این میگو قبلاً با عنوان Neocaridina heteropoda و Neocaridina denticulata sinensis طبقه‌بندی شده بود، اما اکنون به عنوان Neocaridina davidi شناخته می‌شود.

## رفتار
میگوی رد چری یک میگوی غیر تهاجمی است. آنها در طول روز فعال هستند و می‌توان آنها را در بیوفیلم، دکوراسیون آکواریوم یا کناره‌های مخزن، در حال شکار در بین شن بستر و گاهی حتی جفت‌گیری مشاهده کرد. به صورت دوره ای، یک میگو اسکلت خارجی خود را پوست اندازی می‌کند و این اسکلت همچون یک شبح سفید خالی در کف آکواریوم یا بین گیاهان گرفتار می‌شود یا در اطراف مخزن می‌چرخد. توصیه می‌شود که این اسکلت خارجی را داخل مخزن به حال خود بگذارید، زیرا میگو آن را می‌خورد تا مواد معدنی ارزشمندی که دارد را بازیابی کند. برخی از افراد از حمله برخی میگوها به دیگر میگوها یا سایر ماهی‌ها گزارش داده‌اند، توضیح این رفتار احتمالی فقط در کمبود پروتئین کافی در رژیم غذایی آنها می‌تواند منطقی باشد.

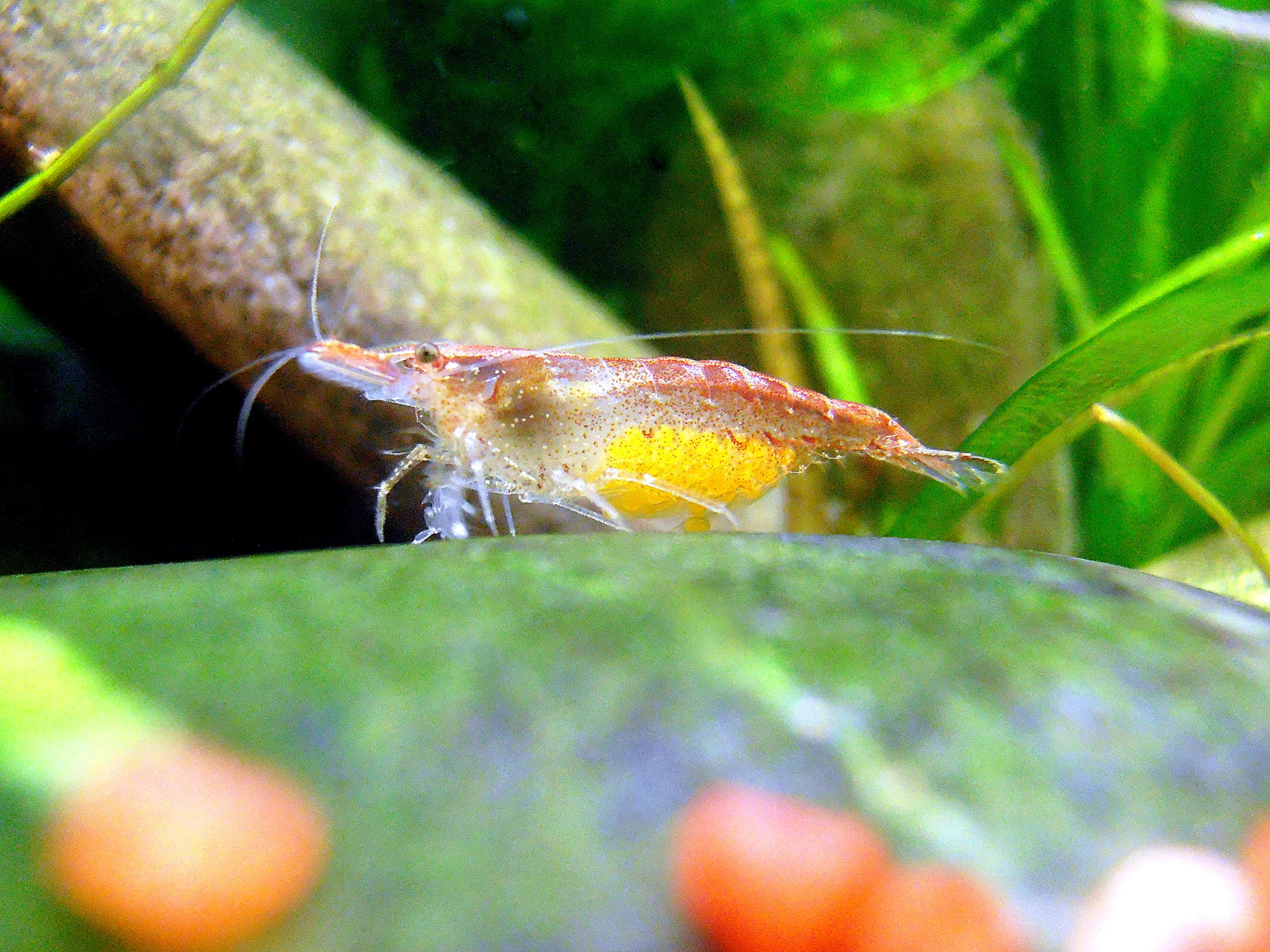
یک رد جری ماده بهمراه تخم‌هایش

میگوهای باردار تمایل دارند در تاریکی پنهان شوند. اگر احساس کنند در معرض خطر شکارچیان قرار دارند، تخم‌های خود را رها می‌کنند. آن‌ها به محیطی با چوب و ریشه فراوان یا گیاهانی مانند خزه جاوه نیاز دارند که در آن خود و نوزادان خود را پنهان کنند. هنگامی که آنها تخم‌ها را زیر بدن خود حمل می‌کنند، می‌توان گردش آب بر روی تخم‌ها با پلپود (پاهای شنا) برای هوادهی و اطمینان از سلامتی آنها بود.

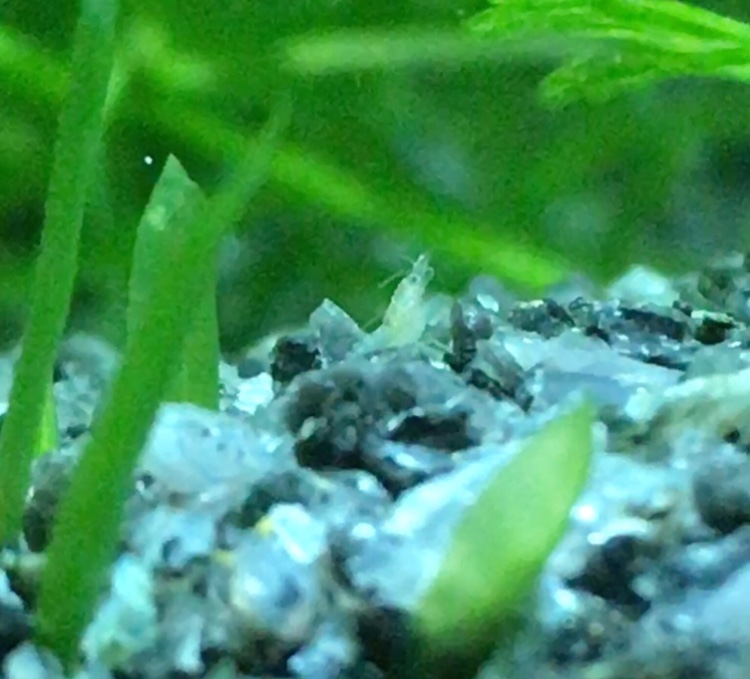
لارو ۲ روزه میگوی رد چری (اندازه ۱ میلیمتر)

## رژیم غذایی
میگوهای گیلاسی در درجه اول بیوفیلم (کلونی ژله مانند باکتری‌ها) خور هستند. آنها هر غذایی را که برای استفاده در آکواریوم در نظر گرفته شده‌است با ترجیحات مختلف می‌خورند. سبزیجات خالی (آب‌پز تا نرم) مانند کدو سبز، هویج، نخود فرنگی، خیار، کلم پیچ و اسفناج را می‌توان به عنوان غذای کمکی استفاده کرد. اما باید به میزان کم تغذیه شود. غذای خورده نشده می‌تواند به سرعت تجزیه و فاسد و باعث آلودگی آب شود. توصیه می‌شود پس از چند ساعت برداشته شود تا از افزایش بالقوه آمونیاک کشنده جلوگیری شود. برای تمیز نگه داشتن بستر، برخی از نگهدارندگان میگو، یک کاسه شیشه ای یا بشقاب شیشه ای را در قسمت پایین به عنوان ظرف غذا قرار می‌دهند. در صورت تغذیه با غذاهای تجاری ماهی و میگو، اطمینان حاصل کنید که در ترکیبات آن از مس استفاده نشده باشد زیرا ترکیبات مس برای میگو فوق‌العاده خطرناک است. بسیاری از پرورش دهندگان فکر می‌کنند سولفات مس، که در بیشتر غذاهای ماهی یافت می‌شود، در مقادیر کمی قابل تحمل است. سولفات مس موجود در داروی حلزون کش دارای مقادیر زیادی از این ماده بوده و میگو را از بین می‌برد.
برخی از فیلترهای آکواریوم مس، سرب و سایر فلزات را از آب لوله‌کشی جدا یا خنثی می‌کنند تا شرایط برای زندگی میگوها در آکواریوم ایمن شود.
بهترین راه برای حفظ تعادل سالم و پایدار در یک مخزن با میگو این است که به آنها اجازه دهید بیوفیلمی را که در مخزن رشد می‌کند، از جمله روی شیشه، روی گیاهان و سراسر چوب خشک بخورند. به این ترتیب مخزن به همراه باکتری‌های مفیدی که در یک فیلتر رشد می‌کنند در تعادل عمل می‌کند. با حداقل چند ساعت روشنایی برای افزایش رشد بیوفیلم، میگو بدون هیچ مشکلی رشد کرده و به بلوغ می‌رسد.

## رابطه جنسی
میگوی گیلاسی دارای دودیسی جنسی (دیمورفیسم) قابل توجهی است. نر کوچکتر و معمولاً رنگبندی کمتری نسبت به ماده دارد. دم نر که برای حمل تخم مورد نیاز نیست، باریک‌تر است. ماده بزرگتر و معمولاً رنگ غنی تر و مات تری دارد، اما پرورش انتخابی می‌تواند نرهایی با کیفیت رنگ مشابه تولید کند. در قسمت فوقانی بدن ماده، روی «شانه»، تخمک‌های در حال رشد روی تخمدان‌ها در میگوهای شفاف تر دیده می‌شود. رنگ این تخمها بستگی به نژاد میگوها متفاوت است. شکل تخمدان‌ها در دو طرف میگو پیچیده شده و نام مستعار «زین» را ایجاد می‌کند. وجود «زین» نشان دهنده ماده ای است که احتمالاً آماده جفت‌گیری است.

## پرورش و تکثیر
میگوی رد چری در سن ۴–۶ ماهگی به بلوغ جنسی می‌رسد. پرورش و تکثیر به پارامترهایی نظیر آب با شرایط فیزیکی و شیمیایی پایدار و منبع غذایی نیاز دارد. تخمک‌ها ممکن است در تخمدانهای ماده به شکل زین مثلثی سبز یا زرد در پشت او دیده شوند. آمادگی او برای تخم‌گذاری پس از پوسته انداختن اتفاق می‌افتد. او پس از پوست اندازی فرومون‌ها را در آب رها می‌کند تا در دسترس بودن و آمادگی خود برای جفتکیری را به نرها نشان دهد. میگوی نر موجود در مخزن اغلب تحریک می‌شود و هنگام جستجوی منبع فرومون‌ها بسیار فعال شنا می‌کند. پس از یک پروسه کوتاه جفت‌گیری، که طی آن اسپرم‌ها روی بدن ماده رسوب می‌کنند، ماده تخم می‌گذارد و آنها را به پاهای شنا می‌چسباند. تخمک‌ها در داخل بدن ماده بارور نمی‌شوند. آنها هنگام عبور از تخمدان‌ها به خارج از بدن بارور می‌شوند؛ بنابراین، مسلم است که هر میگوی حامل تخم جفت‌گیری کرده‌است. به ماده ای که تخم زیر شکم خود دارد اصطلاحاً «توت دار» گفته می‌شود.

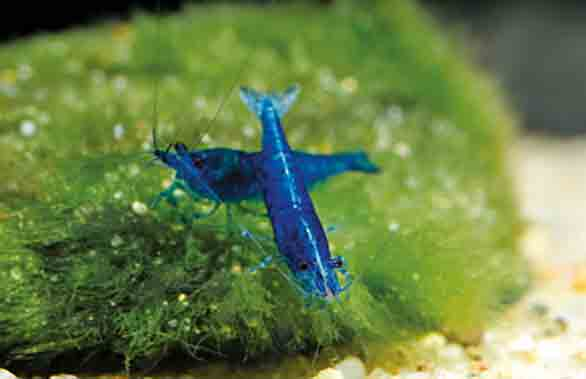
نئوکاردینال داویدی میگوی آبی

برخی گزارش نشان می‌دهد که میگوی ماده جوانی که اولین دسته تخم را حمل می‌کند، احتمالاً به دلیل کم تجربگی یا اندازه کوچک بدنش، بخشی از تخم‌ها را می‌اندازد. اگر یک میگوی توت دار تحت فشار شکارچیان یا شرایط بد آب قرار گیرد، ممکن است تخم‌ها را رها کند.
آنها ۲۰ تا ۳۰ تخم دارند که ۲ تا ۳ هفته طول می‌کشد تا از تخم خارج شوند. بسته به رنگ زین، تخمها سبز یا زرد هستند. آنها تیره‌تر و تیره‌تر می‌شوند تا زمانی که بچه میگوی جوان پس از حدود سه هفته از تخم بیرون می‌آید. با نزدیک شدن تخمها به مراحل پایانی رشد، لکه‌های کوچک تیره چشم میگوی در حال رشد در داخل مشاهده می‌شود. وقتی نوزادها از تخم در می‌آیند بسیار کوچک و در حدود ۱ میلی‌متر هستند و کاملاً کپی بزرگسالان. آنها هیچ گونه مرحله لاروی یا پلانکتونی ندارند. آنها چند روز اول زندگی، خود را در میان گیاهان یا سنگها مخفی می‌کنند، جایی که تقریباً نامرئی هستند و روی بیوفیلم‌های روی گیاهان می‌مانند. سپس ظاهر شده و جلبک‌های را روی سطوح مخزن و تزئینات شروع به چریدن می‌کنند.

## انواع
میگوی گیلاسی دارای طیف گسترده‌ای از رنگ‌ها در نتیجه پرورش انتخابی است. برخی از رنگها مخلوطی از کروماتوفورها هستند. گزانتوفورها (زرد/نارنجی)، اریتروفورها (قرمز/نارنجی)، ایریدوفورها (آبی)، لکوفورها (سفید) و ملانوفورها (سیاه/قهوه ای).
- - قرمز - قرمز پر فروش‌ترین مورف است. رنگ قرمز میگو در اثر وجود اریتروفور ایجاد می‌شود.
  - زرد - رنگ زرد میگو در اثر وجود گزانتوفورها ایجاد می‌شود.
  - آبی - میگوی آبی در اثر وجود ایریدوفورها ایجاد می‌شود که نور آبی را منعکس می‌کنند.
  - سبز - میگوی سبز از مخلوط ایریدوفورها (که نور آبی را منعکس می‌کنند) و گزانتوفورها ایجاد می‌شود.
  - بنفش - میگوی بنفش از مخلوط ایریدوفور (که نور آبی را منعکس می‌کند) و اریتروفور ایجاد می‌شود.
  - شکلاتی - ملانوفورهایی که سایه قهوه ای تیره دارند در این میگو وجود دارند. اگرچه اریتروفورها یا گزانتوفورها می‌توانند به رنگ قهوه ای یا شکلاتی میگو کمک کنند.
  - سیاه - ملانوفورهای سیاه در این میگو وجود دارد.
  - سفید - میگوی سفید در اثر وجود لکوفور ایجاد می‌شود.
  - "شبح" - میگوهای "شبح" رنگدانه ندارند، بنابراین شفاف به نظر می‌رسند.

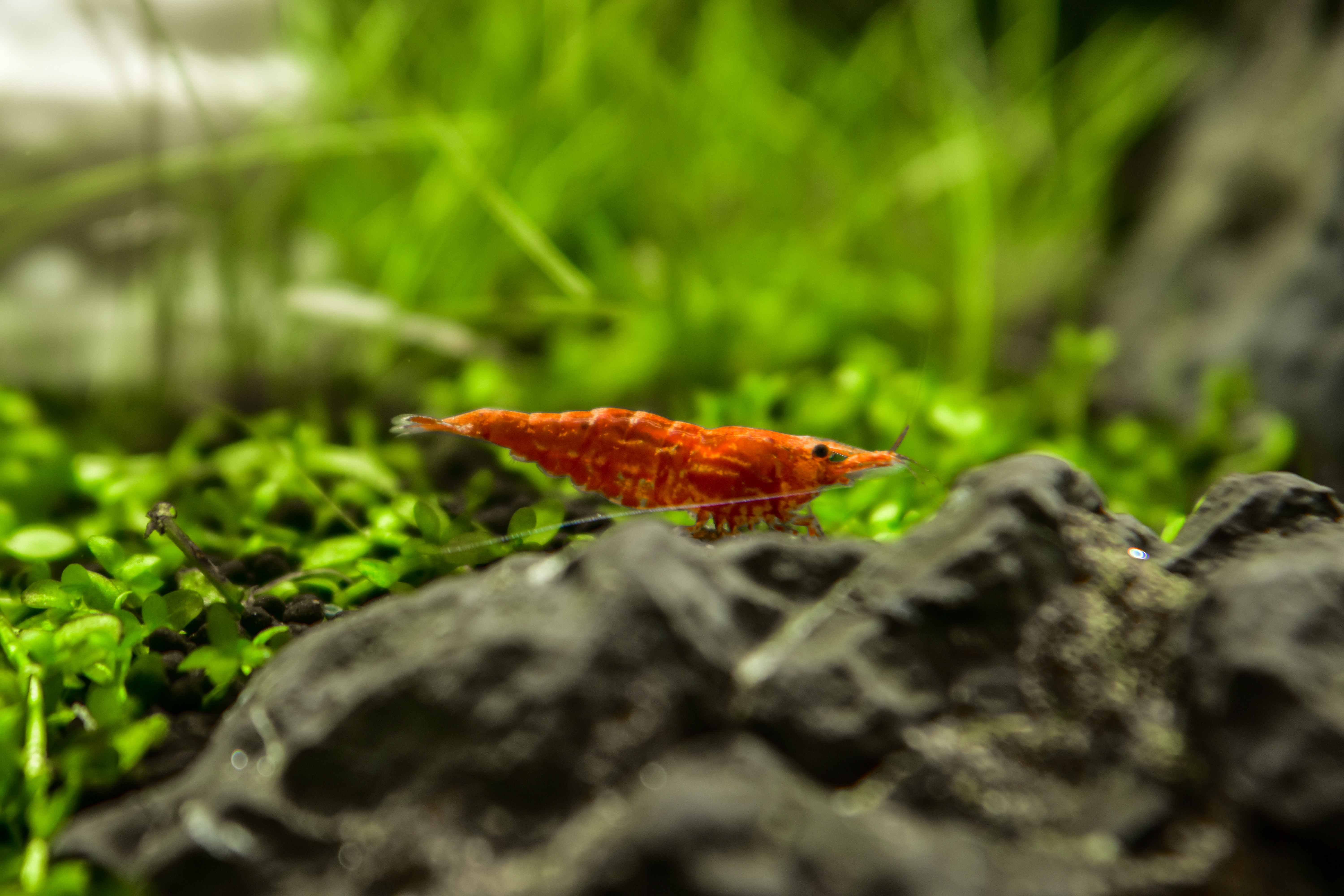
رد چری
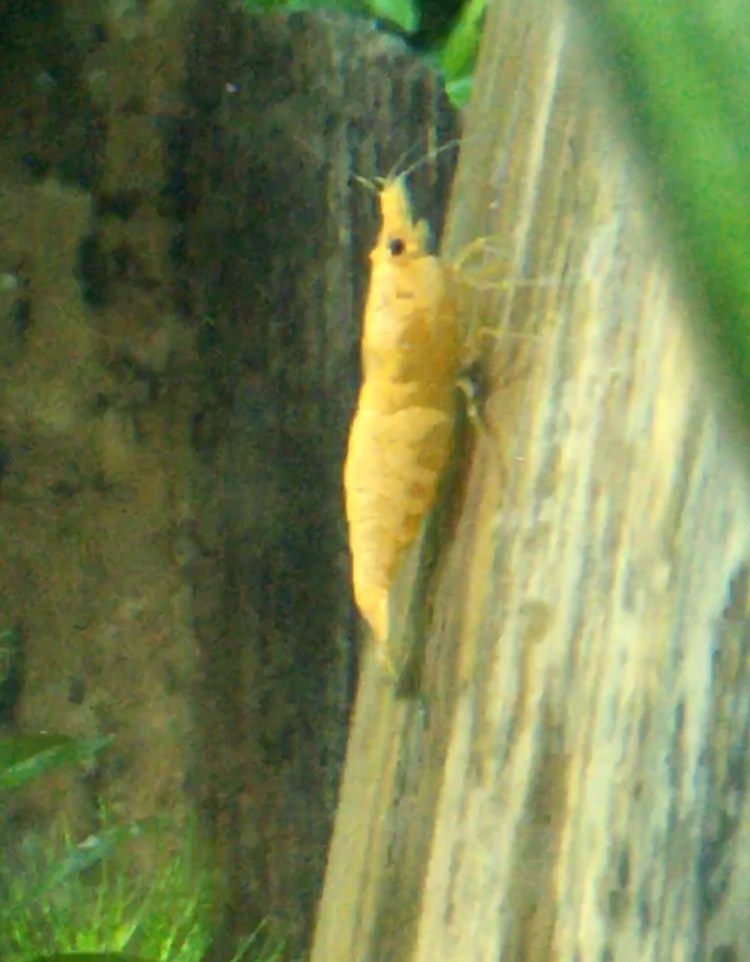
«زرد خالص» Super Yellow
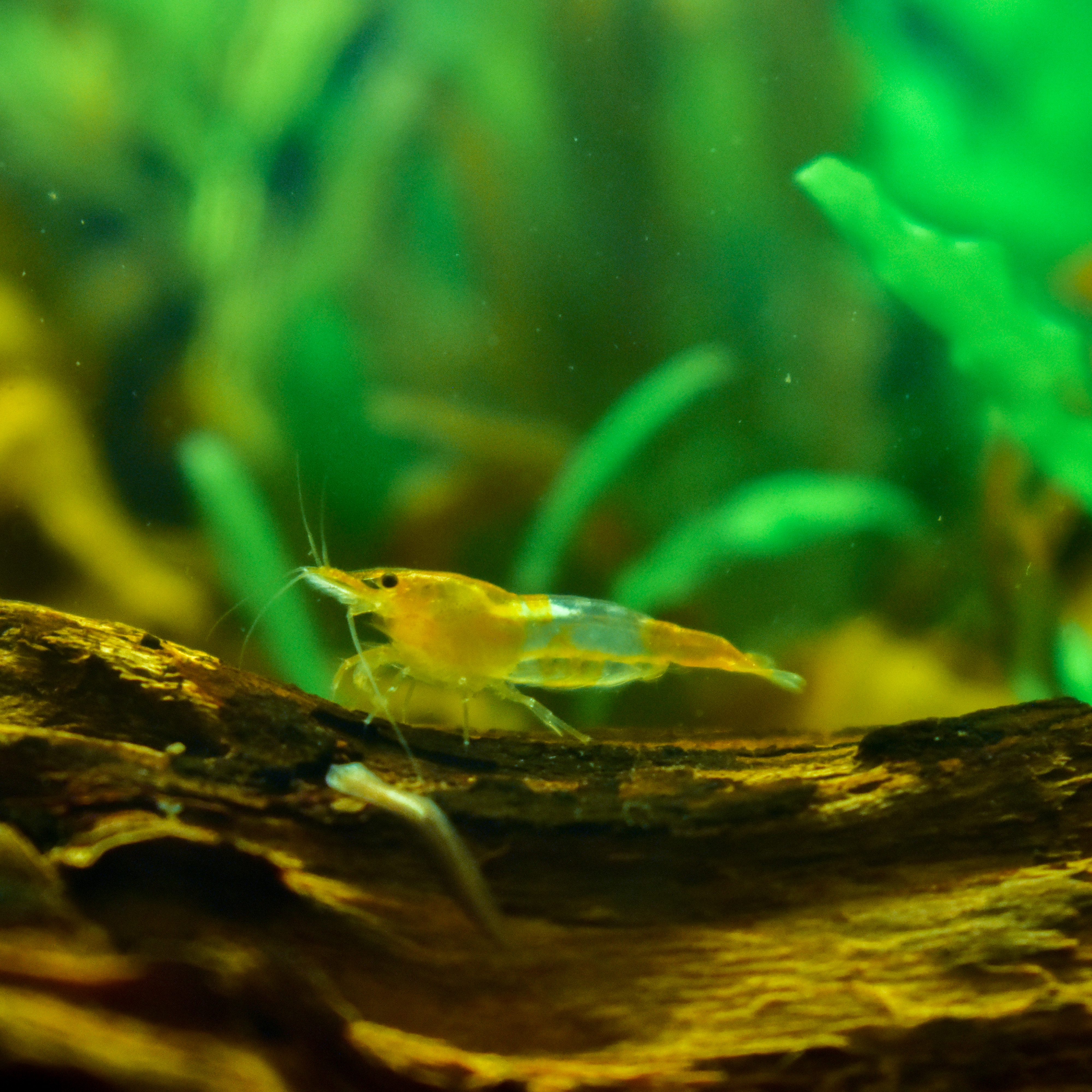
«نارنجی» Orange Rili
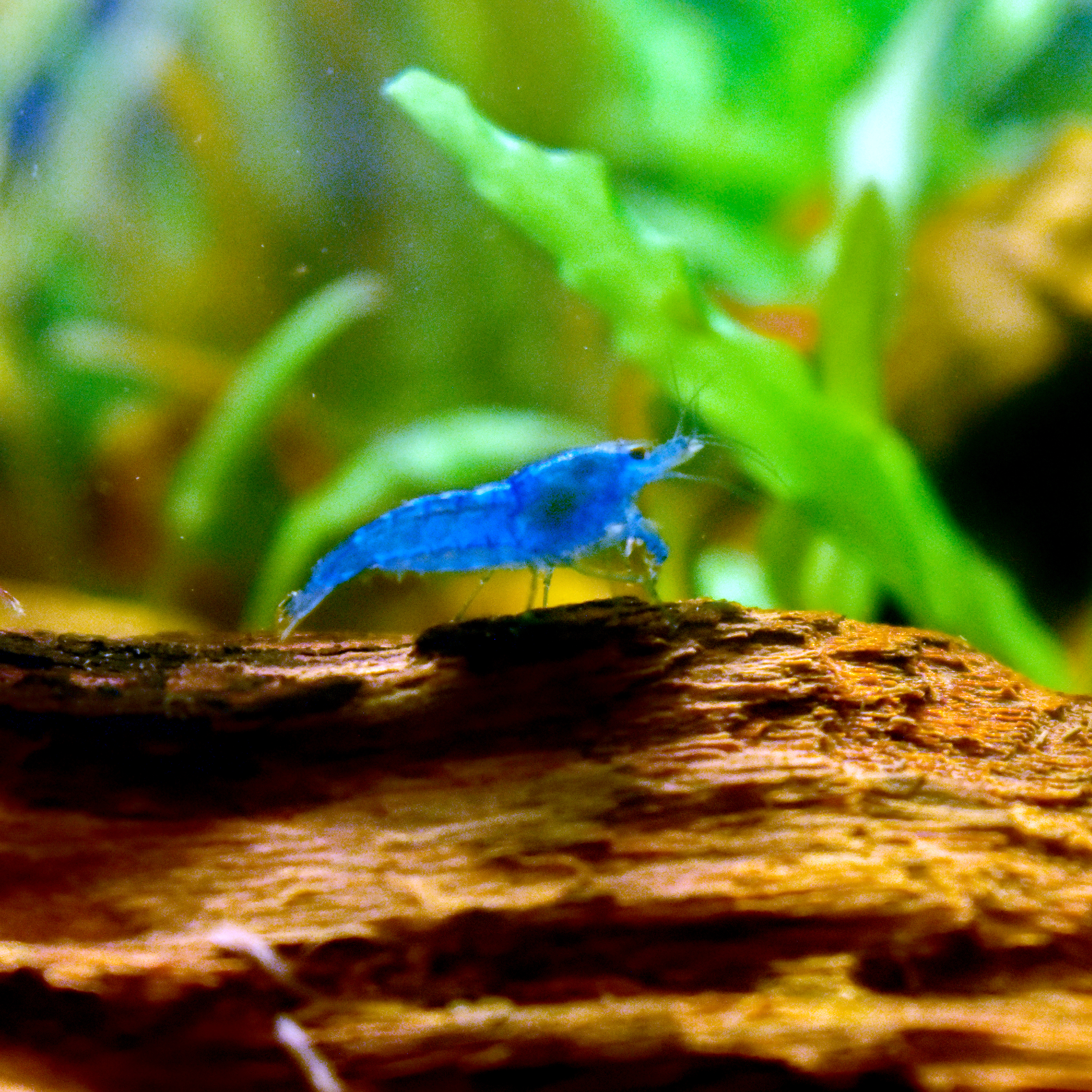
بلو دایموند
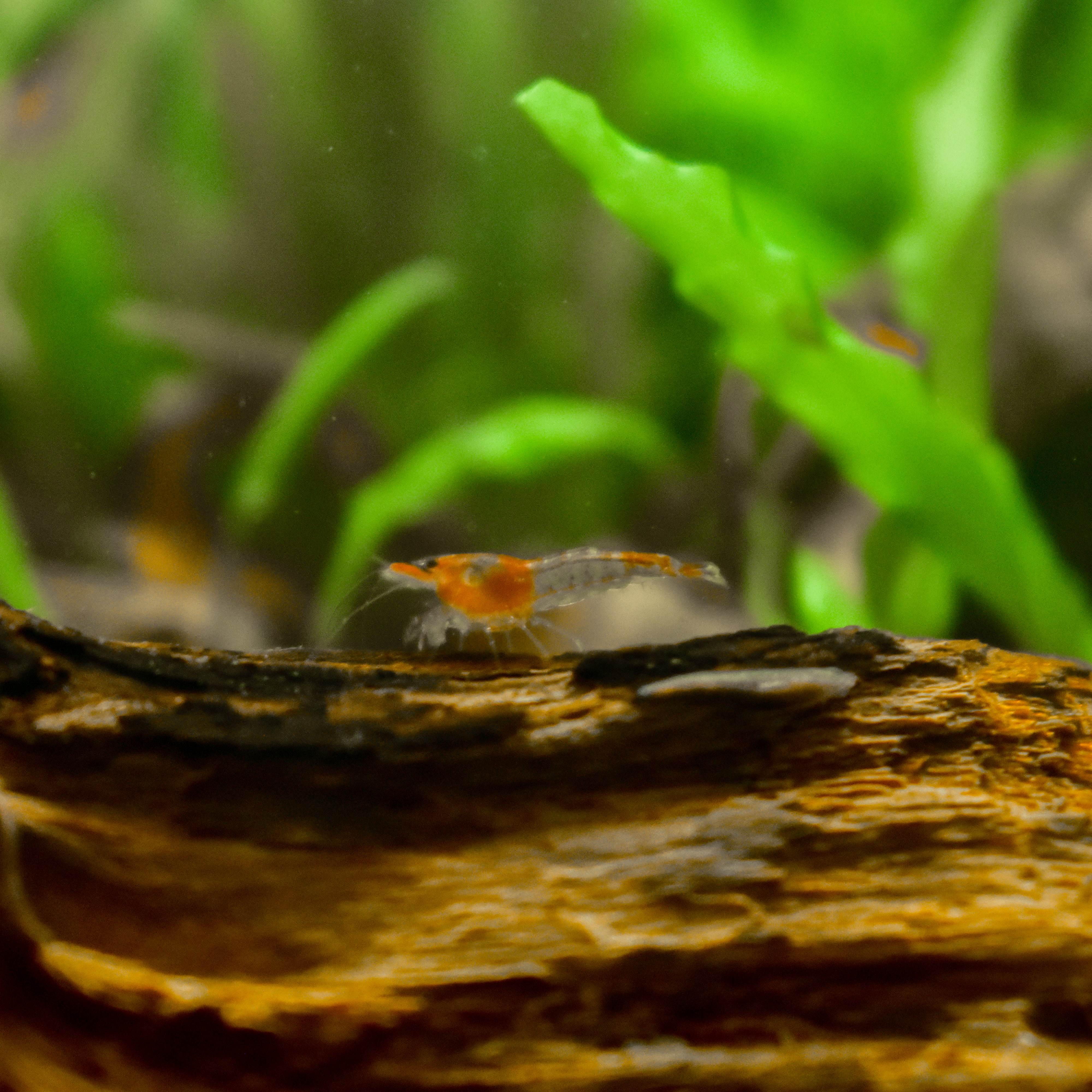
«رد ریلی» Red Rili
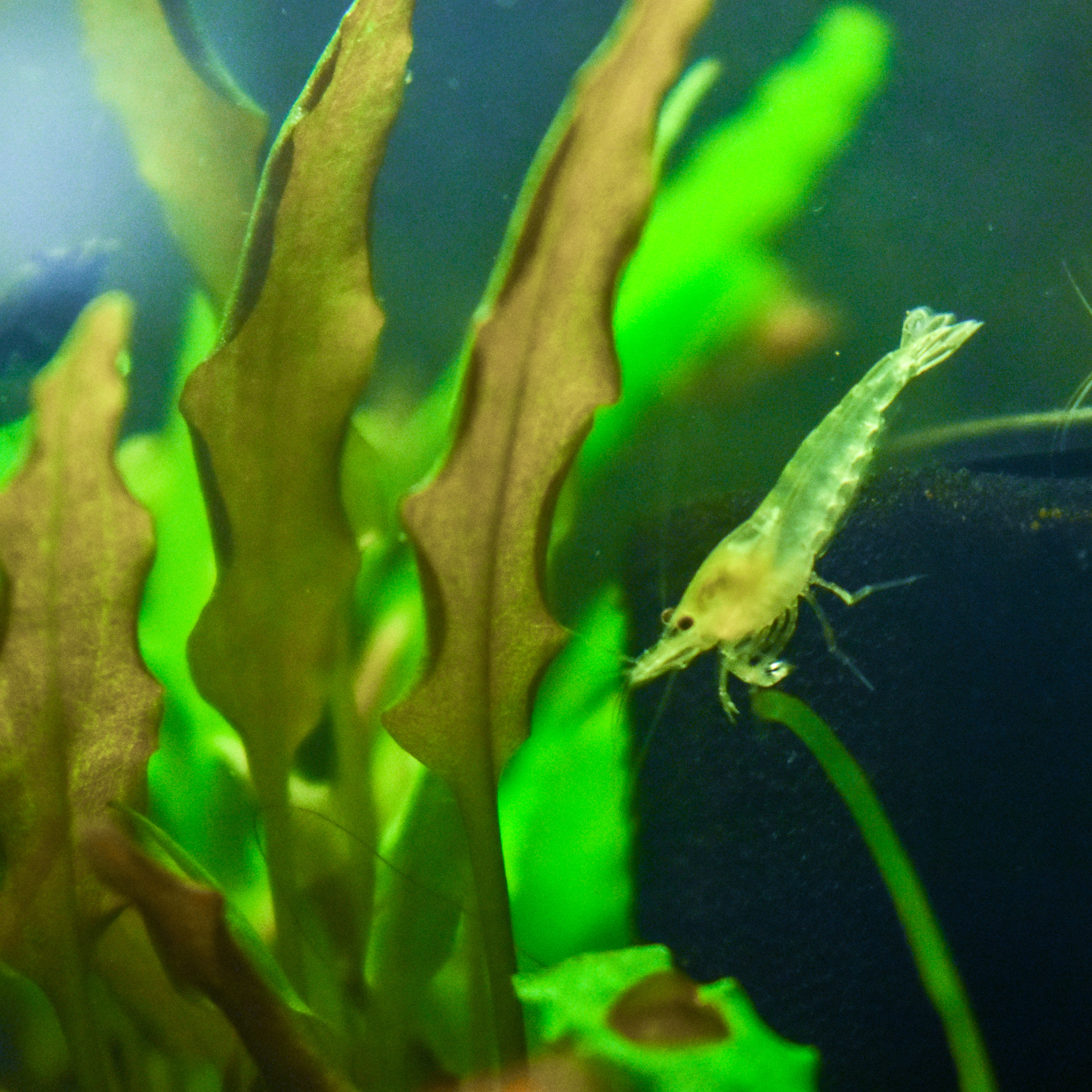
«گلوله برفی» White Snow Ball
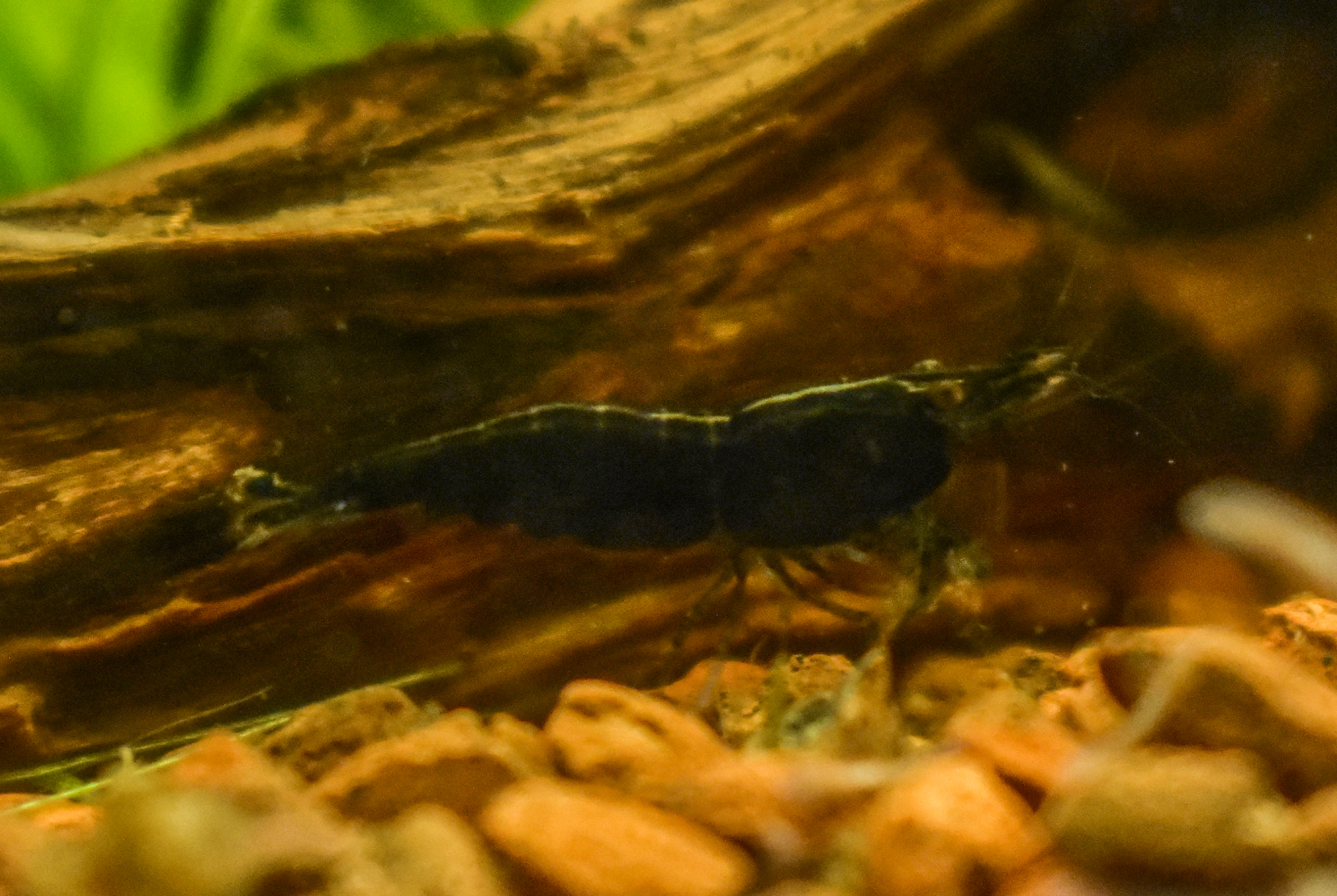
«شکلاتی سوخته» Choco Black Shrimp